# Kerk van de mooie Onze-Lieve-Vrouw

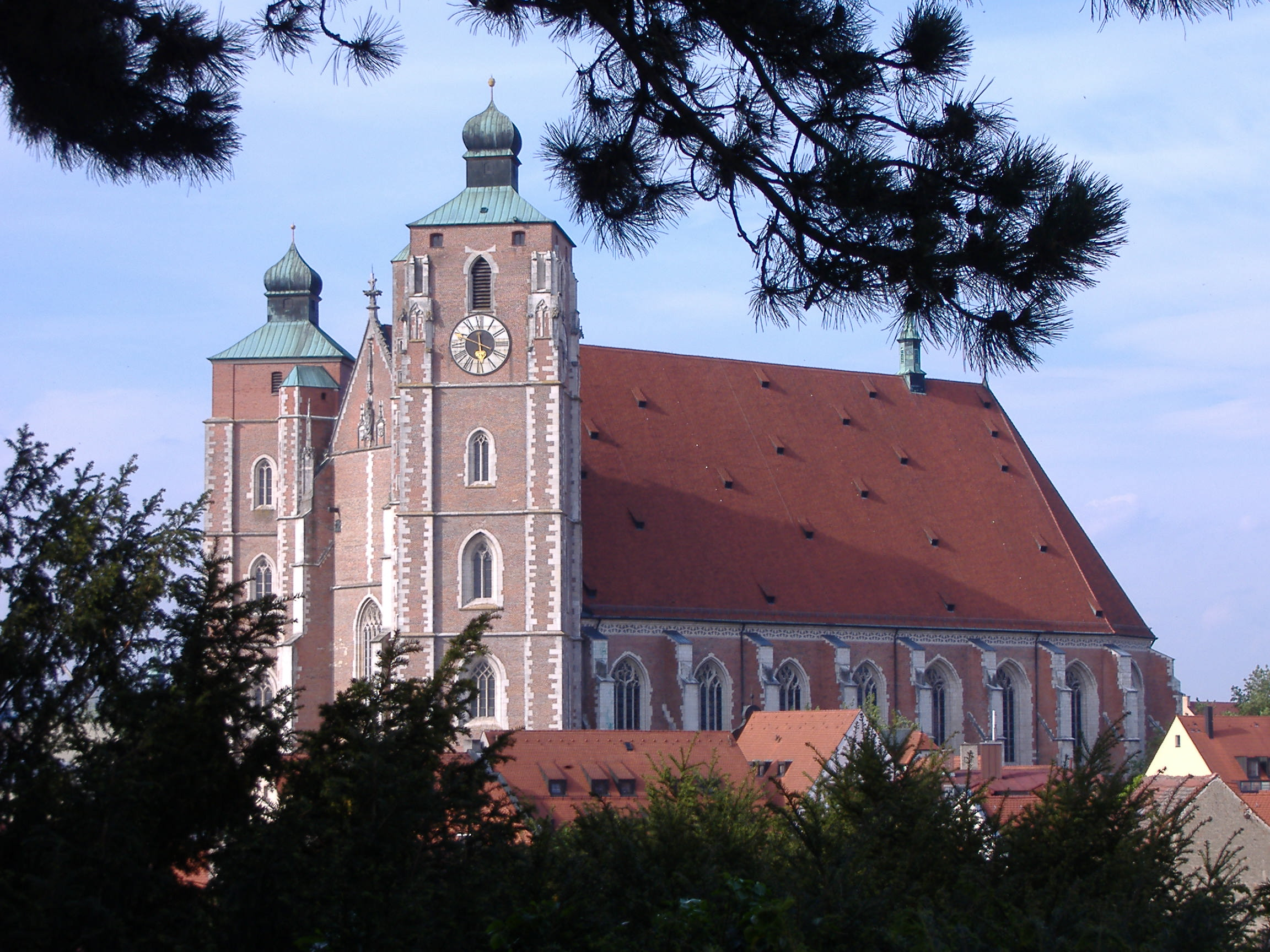
De kerk van de mooie Onze-Lieve-Vrouw

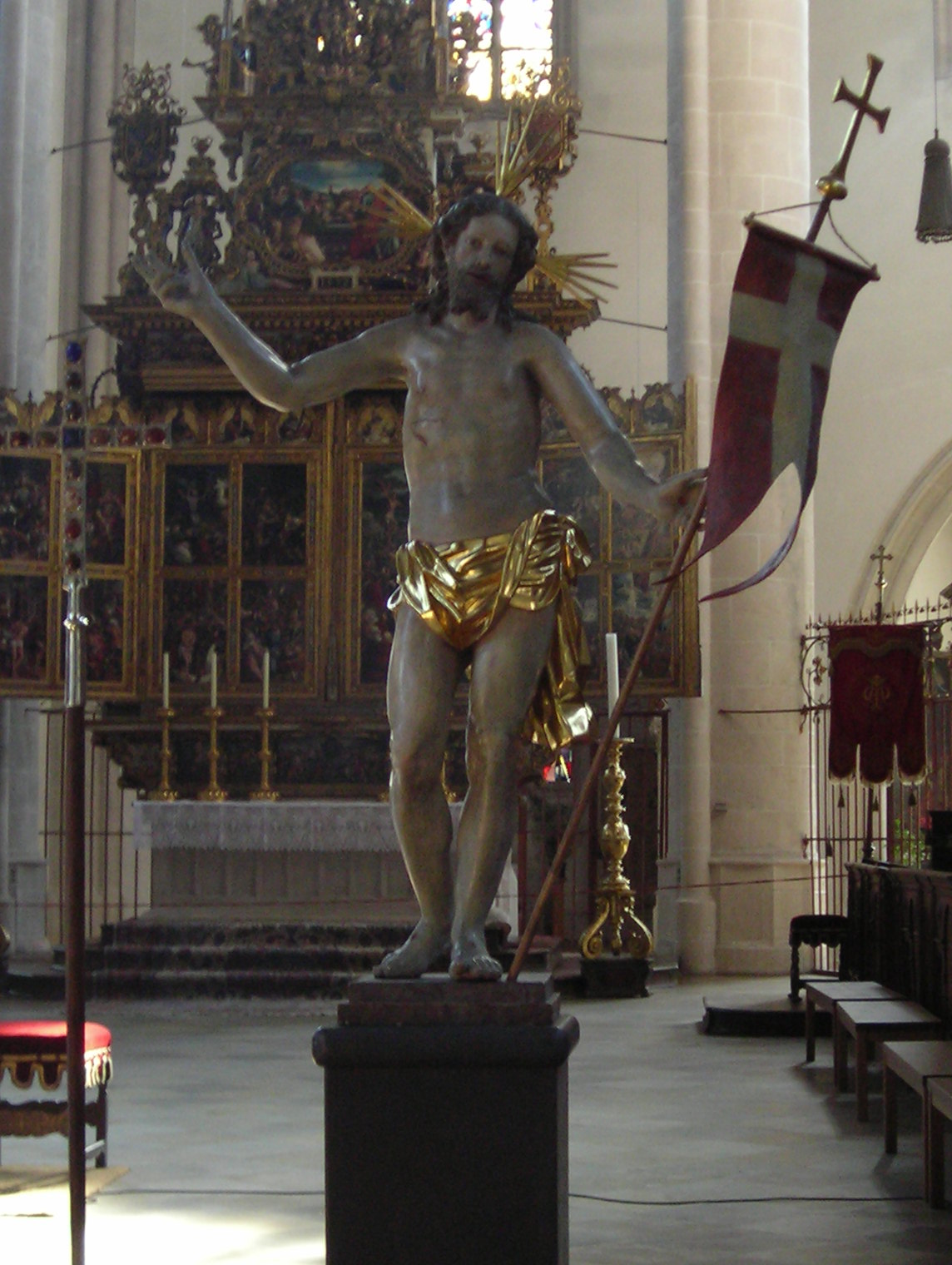
Christusfiguur met het altaar op de achtergrond

De rooms-katholieke Kerk van de mooie Onze-Lieve-Vrouw is een kerkgebouw in de Duitse stad Ingolstadt. Opvallend is de configuratie van de torens van de kerk. De toren aan de noordzijde bleef onafgewerkt.
In 1425 werd begonnen met de bouw van de kerk, gefinancierd door hertog Lodewijk VII van Beieren die er wilde begraven worden. Zo ver kwam het niet want de hertog werd door zijn zoon Lodewijk in gevangenschap opgesloten en in het klooster Raithaslach begraven. 
Lodewijk VII schonk de kerk in 1438 nog een waardevol beeld van Onze-Lieve-Vrouw. Het werd in 1801 vernield. Aan dat beeld dankt de kerk haar naam.
Opvallend in de kerk is het werk van Hans Mielich dat het hoofdaltaar versiert met meer dan negentig schilderijen van Mielich.